# Płazy Nikaragui
Płazy Nikaragui – przedstawiciele gromady płazów występujący w Nikaragui. Według AmphibiaWeb zarejestrowano w tym państwie 71 gatunków płazów z dwóch rzędów – bezogonowych i ogoniastych. Nie stwierdzono natomiast występowania płazów beznogich.

## Płazy ogoniaste(Caudata)

### Bezpłucnikowate(Plethodontidae)
| Gatunek                    | Status IUCN |  |
| Bolitoglossa insularis     |             |  |
| Bolitoglossa mombachoensis |             |  |
| Bolitoglossa striatula     |             |  |
| Nototriton saslaya         |             |  |
| Oedipina collaris          |             |  |
| Oedipina cyclocauda        |             |  |
| Oedipina koehleri          |             |  |
| Oedipina nica              |             |  |
| Oedipina pseudouniformis   |             |  |

## Płazy bezogonowe(Anura)

### Ropuchowate(Bufonidae)
| Gatunek               | Status IUCN |  |
| Incilius coccifer     |             |  |
| Incilius coniferus    |             |  |
| Incilius luetkenii    |             |  |
| Rhaebo haematiticus   |             |  |
| Aga (Rhinella marina) |             |  |

### Szklenicowate(Centrolenidae)
| Gatunek                        | Status IUCN |  |
| Cochranella granulosa          |             |  |
| Espadarana prosoblepon         |             |  |
| Hyalinobatrachium fleischmanni |             |  |
| Sachatamia ilex                |             |  |
| Teratohyla pulverata           |             |  |
| Teratohyla spinosa             |             |  |

### Craugastoridae
| Gatunek                 | Status IUCN |  |
| Craugastor bransfordii  |             |  |
| Craugastor chingopetaca |             |  |
| Craugastor fitzingeri   |             |  |
| Craugastor laevissimus  |             |  |
| Craugastor lauraster    |             |  |
| Craugastor megacephalus |             |  |
| Craugastor mimus        |             |  |
| Craugastor noblei       |             |  |
| Craugastor polyptychus  |             |  |
| Craugastor ranoides     |             |  |
| Craugastor talamancae   |             |  |

### Drzewołazowate(Dendrobatidae)
| Gatunek                                 | Status IUCN |  |
| Drzewołaz złocisty (Dendrobates auratus |             |  |
| Drzewołaz karłowaty (Oophaga pumilio)   |             |  |

### Dermophiidae
| Gatunek               | Status IUCN |  |
| Dermophis mexicanus   |             |  |
| Gymnopis multiplicata |             |  |

### Eleutherodactylidae
| Gatunek            | Status IUCN |  |
| Diasporus diastema |             |  |

### Rzekotkowate(Hylidae)
| Gatunek                                    | Status IUCN |  |
| Chwytnica kolorowa (Agalychnis callidryas) |             |  |
| Agalychnis saltator                        |             |  |
| Cruziohyla calcarifer                      |             |  |
| Dendropsophus ebraccatus                   |             |  |
| Dendropsophus microcephalus                |             |  |
| Dendropsophus phlebodes                    |             |  |
| Ecnomiohyla miliaria                       |             |  |
| Hypsiboas rufitelus                        |             |  |
| Ptychohyla hypomykter                      |             |  |
| Ptychohyla spinipollex                     |             |  |
| Scinax boulengeri                          |             |  |
| Scinax elaeochroa                          |             |  |
| Scinax staufferi                           |             |  |
| Smilisca baudinii                          |             |  |
| Smilisca phaeota                           |             |  |
| Smilisca puma                              |             |  |
| Smilisca sordida                           |             |  |
| Tlalocohyla loquax                         |             |  |
| Trachycephalus venulosus                   |             |  |

### Świstkowate(Leptodactylidae])
| Gatunek                   | Status IUCN |  |
| Engystomops pustulosus    |             |  |
| Leptodactylus fragilis    |             |  |
| Leptodactylus melanonotus |             |  |
| Leptodactylus savagei     |             |  |

### Wąskopyskowate(Microhylidae)
| Gatunek                   | Status IUCN |  |
| Gastrophryne pictiventris |             |  |
| Hypopachus variolosus     |             |  |

### Żabowate(Ranidae)
| Gatunek             | Status IUCN |  |
| Rana berlandieri    |             |  |
| Rana forreri        |             |  |
| Rana maculata       |             |  |
| Rana miadis         |             |  |
| Rana taylori        |             |  |
| Rana vaillanti      |             |  |
| Rana warszewitschii |             |  |

### Nosatkowate(Rhinophrynidae)
| Gatunek               | Status IUCN |  |
| Rhinophrynus dorsalis |             |  |

### Strabomantidae
| Gatunek                | Status IUCN |  |
| Pristimantis cerasinus |             |  |
| Pristimantis ridens    |             |  |

Źródło: AmphibiaWeb